# Ланггор, Зигфрид
Зигфрид Ланггор (дат. Siegfried Langgaard; 13 июля 1852, Копенгаген — 5 января 1914, Фредериксберг) — датский композитор, пианист и музыкальный педагог. Отец Руда Ланггора.
Сын Иоганнеса Петера Ланггора (1811—1890), одного из основателей датского кирпичного производства, племянник медика Теодора Ланггора. Начал заниматься музыкой у Франца Неруды. В 1874—1876 гг. учился в Копенгагенской консерватории у Эдмунда Нейперта (фортепиано), И. Х. Гебауэра (теория), Нильса Гаде и И. П. Э. Хартмана (композиция). В 1878—1879 гг. совершенствовал своё исполнительское мастерство в Веймаре под руководством Ференца Листа. Однако исполнительская карьера Ланггора практически не состоялась по причинам нервно-психологического характера, и он посвятил себя, главным образом, преподавательской деятельности, с 1881 г. и до конца жизни занимая должность профессора в Копенгагенской консерватории.
Композиторское наследие Ланггора весьма невелико, центральное место в нём занимает фортепианный концерт (1885), при жизни автора опубликованный, но так и не исполненный; Лист высоко оценил это сочинение в письме к своему ученику. Появившаяся в 1999 году запись концерта (Олег Маршев с Датским филармоническим оркестром под управлением М. Эшбахера) вызвала восторженные оценки критики. Сверх того, Ланггору принадлежит некоторое количество фортепианных и вокальных пьес. Некоторые сочинения Ланггора были обработаны или инструментованы его сыном Рудом.
Во второй половине жизни Ланггор в наибольшей степени интересовался философскими основаниями музыкального творчества, следуя в целом идеям Рудольфа Штейнера. В 1901 г. он опубликовал небольшую книгу «Мысли о назначении музыки» (дат. Lidt om Musikens Mission), однако продолжал разрабатывать эту тему до конца жизни, написав более 2000 страниц.